# Theodor Bach
Theodor Karl Bach (17. listopadu 1858 Vídeň – 18. ledna 1938 Praha) byl rakouský architekt a vysokoškolský pedagog. V letech 1908-1928 byl profesorem pozemního stavitelství a stavebního kreslení na Německé vysoké technické škole v Praze (Deutschen Technischen Hochschule in Prag).

## Život
Narodil se v rodině obchodníka Carla Theodora Bacha a jeho ženy Marie Julie Schumann, sestry architekta Carla Schumanna. V letech 1877-1883 vystudoval Technickou vysokou školu ve Vídni (Technische Hochschule Wien) u profesorů Heinricha Ferstela a Karla Königa. V letech 1882-1884 zde působil jako asistent. V roce 1884 se Bach stal hlavním architektem Vídeňského stavebního společenstva (Wiener Baugesellschaft) a tuto funkci vyknával čtrnáct let. Vedle toho stavěl vlastní projekty ve Vídni, Salcburku, Padově a Bukurešti. Mezi lety 1890-1904 spolupracoval se svým bývalým spolužákem Leopoldem Simony. Mimo to v letech 1888–1889 pracoval též jako pomocný učitel na vídeňské státní průmyslové škole (Wiener Staatsgewerbeschule). V roce 1905 byl jmenován stavebním radou, před rokem 1912 pak vrchním stavebním radou.
V roce 1908 byl jmenován profesorem pozemního stavitelství a stavitelského kreslení na Německé vysoké technické škole v Praze. Učil zde až do svého odchodu do důchodu v roce 1928.

## Dílo

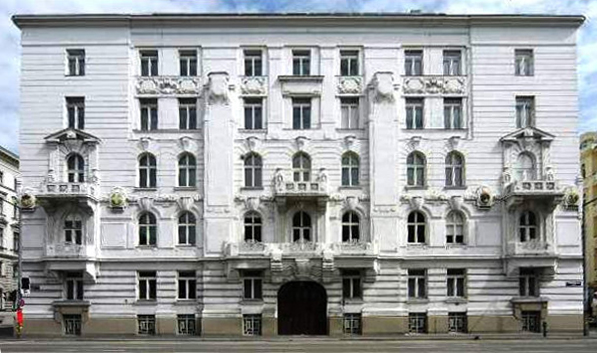
Průčelí námořního oddělení rakousko-uherského ministerstva války ve Vídni

Během svého vídeňského působení postavil řadu budov v historizujícím stylu.
Z pražských realizací jsou známy:
- Družstevní domy Volkswohnungsverein, Praha 7 - Holešovice, Bubenská 13 - 15, spolu s Adolfem Foehrem,[2]
- Vila čp. 1157, Praha 8 - Libeň, V Holešovičkách 27 (zde pravděpodobně i bydlel).[2]

Napsal řadu odborných publikací a přispíval do odborných časopisů (Der Architekt, Architektonische Rundschau, Der Bautechniker a další)